# بيريف بي إي -200
بيريف بي إي -200 (بالإنجليزية: Beriev Be-200)‏ هي طائرة برمائية لمكافحة الحرائق ومتعددة المهام تستعمل لأغراض مدنية تستطيع الإقلاع والهبوط من البر ومن على سطح الماء. أنتجت في روسيا. من صناعة إيركوت. كان أول طيران لها في 24 سبتمبر 1998. دخلت الخدمة في 2003.

## مهام الطائرة
1. إيقاف الحرائق والحيلولة دون انتشارها.
2. إطفاء الحرائق الصغيرة الناشئة في الغابات.
3. تأمين نقل فرق الإطفاء إلى المنطقة المطلوبة واعادتها، وذلك بفضل مقدراتها في الهبوط على سطح الماء أو في مطار.
4. قد تستخدم الطائرة البرمائية «بي -200» أيضا لنقل المسافرين حيث تحمل نفس صفات طائرات النقل المدني.
5. يمكن إستخدامها أيضا في مهمات الإجلاء الإنساني و المساعدات نتيجة الحوادث او الكوارث الطبيعية.

صُممت الطائرة البرمائية «بي -200» استنادا إلى مقاييس الطيران الدولية، الأمر الذي يسمح بتيسير عملية الحصول على تراخيص تمنحها مؤسسات الطيران الأوروبية والأمريكية.
أقلعت الطائرة لأول مرة في 24 سبتمبر/ايلول عام 1998. وفي عام 2001 بدأت شركة «إيركوت» في إنتاج الطائرة على دفعات. وفي عام 2002 وُقعت مذكرة تفاهم بين مؤسسة «إيركوت» المصنعة للطائرة والمؤسسة الأوروبية EADS التي حددت الإجراءات الرئيسية الرامية إلى تسويق الطائرة البرمائية «بي -200» في خارج روسيا.
ومن المتوقع أن تباع خلال السنوات العشرين القادمة 320 طائرة من هذا النوع، وذلك في 25 دولة.
و يُعمل في الوقت الحاضر على تركيب محرك شركة رولز رويس في الطائرة، الأمر الذي سيساعد على تحقيق النجاح في السوق الغربية.

## مواصفات الطائرة
- الوزن الأقصى لدى الإقلاع: 37900 كغ.
- الارتفاع الأقصى للتحليق: 8000 متر.
- الأسرعة القصوى:710 كم في الساعة.
- السرعة الاقتصادية: 600 كم في الساعة.
- مدى الطيران: 3600 كم.
- التدحرج على البر/ الماء: 1000 متر/ 700 متر.
- مستوى التموج: 1.2 متر.
- طاقم القيادة: شخصان.[1]